# Isaac
Al llibre del Gènesi, Isaac (hebreu: יִצְחָק בן-אַבְרָהָם, Yishāq ben Abrāhām‎; àrab: إِسْحَاق بن ابراهيم, Isḥāq ibn Ibrāhīm) és el segon fill d'Abraham, després d'Ismael. Els hebreus el consideren el seu avantpassat.
Va ser l'únic fill que Abraham va tenir amb Sara després que Déu li prometés que podria tenir-ne, tot i l'avançada edat de la parella (cent anys Abraham i noranta Sara). Segons la promesa de Déu d'ell en sortiria una gran nació que seria més nombrosa que els estels.

## Història d'Isaac segons la Bíblia
Quan va néixer Isaac, el seu germà Ismael tenia catorze anys. Les disputes entre les esposes del seu pare, Sara i l'egípcia Agar, van fer prendre una decisió a Abraham, que va fer marxar Ismael i Agar de casa seva. Jahvè, havia dit a Abraham que ho havia de fer així, ja que la descendència que portaria el seu nom seria la d'Isaac, però com que Ismael també era fill seu, li donaria un gran paper. D'aquesta manera, Isaac es quedà com a únic hereu del seu pare. Segons la tradició familiar, Isaac va sercircumcidat de 8 dies.
Uns anys més tard, un àngel s'aparegué a Abraham ordenant-li el sacrifici del seu fill Isaac. Abraham no va vacil·lar i obeí, i va carregar a les espatlles del seu fill la llenya per l'holocaust mentre ell portava les brases pel foc i el ganivet pel sacrifici. Arribat al lloc que li havien indicat, Abraham va aixecar un altar i hi va apilar la llenya. Va posar al seu fill damunt de la llenya i va aixecar la mà per matar-lo. Llavors un àngel del Senyor el va aturar i li va dir que Jahvè estava content per la seva obediència, i que no havia de matar el fill. Al seu lloc va sacrificar un moltó que va trobar a la vora.
Quan va morir la seva mare Sara, el seu pare es va casar amb una dona anomenada Queturà i va tenir sis fills. En tenir suficient edat, però, Abraham els va fer marxar de casa també. Així va ser, i Isaac es va quedar com a hereu del seu pare.
Quan Isaac tenia quaranta anys, Abraham va enviar un criat a casa del seu nebot Betuel, fill de Nahor, per cercar una muller per a Isaac. I Isaac es maridà amb Rebeca amb qui va tenir els bessons Esaú i Jacob a l'edat de seixanta anys i després de demanar a Déu que permetés parir a la seva dona estèril.
Un temps després va arribar una sequera molt forta i la família va traslladar-se a les terres d'Abimèlec, rei de Guerar. Allà Isaac va actuar com el seu pare Abraham i va dir que Rebeca era la seva germana, per por a que el matessin i es quedessin amb ella. Quan el monarca se n'assabentà de l'engany els va expulsar del territori, com ja havia fet amb Abraham i Sara.
Esaú era el preferit d'Isaac mentre que Jacob era més agradós a la seva mare, Rebeca. Quan Isaac comptava 137 anys i ja se sentia a punt de morir, va voler beneir Esaú per fer-lo hereu. Rebeca se'n va assabentar i va organitzar un engany, aprofitant que Isaac s'havia quedat cec, va fer portar a Jacob un plat del menjar preferit del seu pare, i aquest, prenent-lo per Esaú, el va beneir. Els dos germans es van barallar i Isaac va aconsellar a Jacob que marxés abans que el seu germà intentés fer-li mal.
Isaac va morir amb cent vuitanta anys prop de Quiriat-Arbà i va ser enterrat pels seus dos fills ja reconciliats de nou.

## Imatges

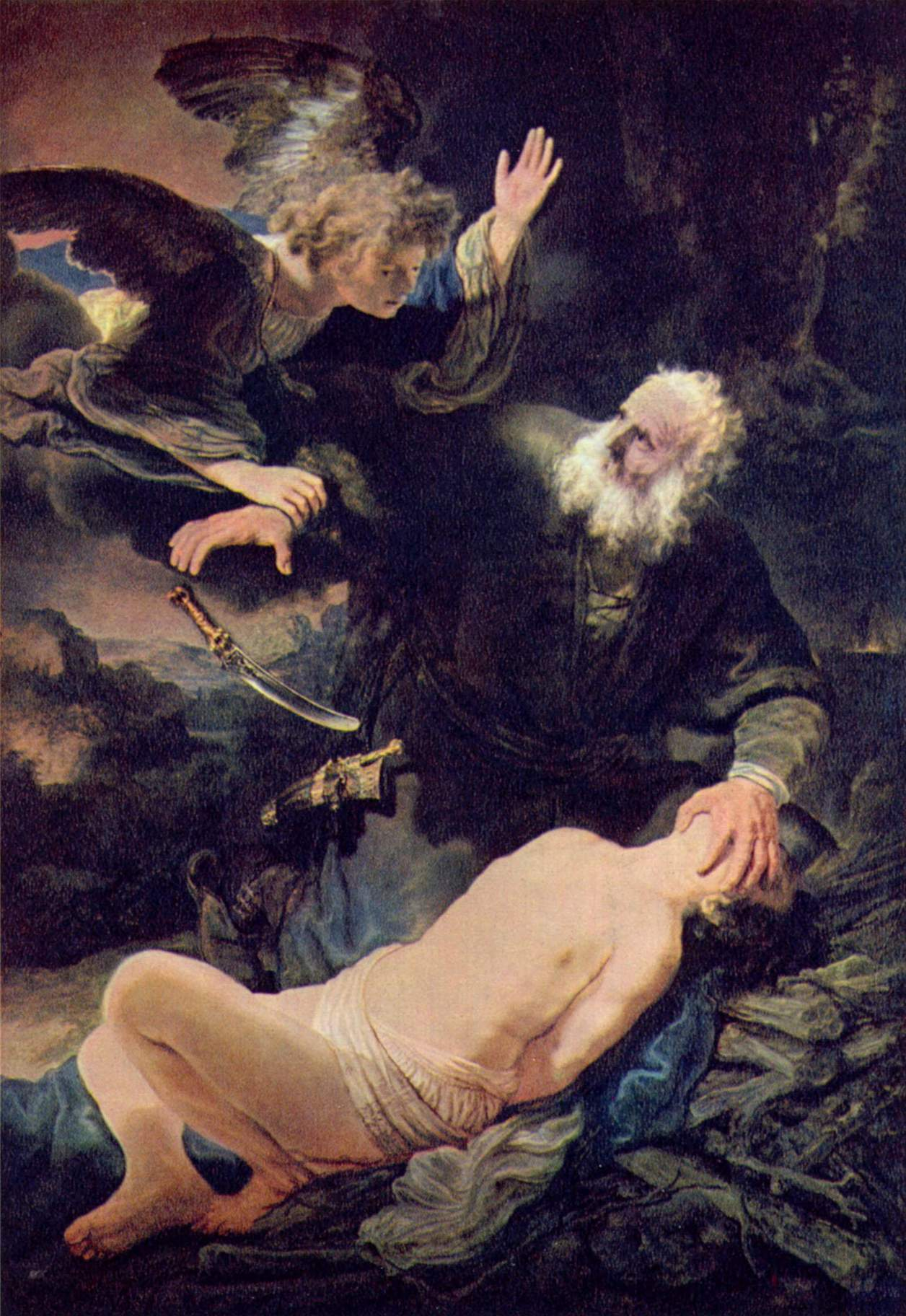
L'àngel atura el sacrifici d'Isaac, de Rembrandt
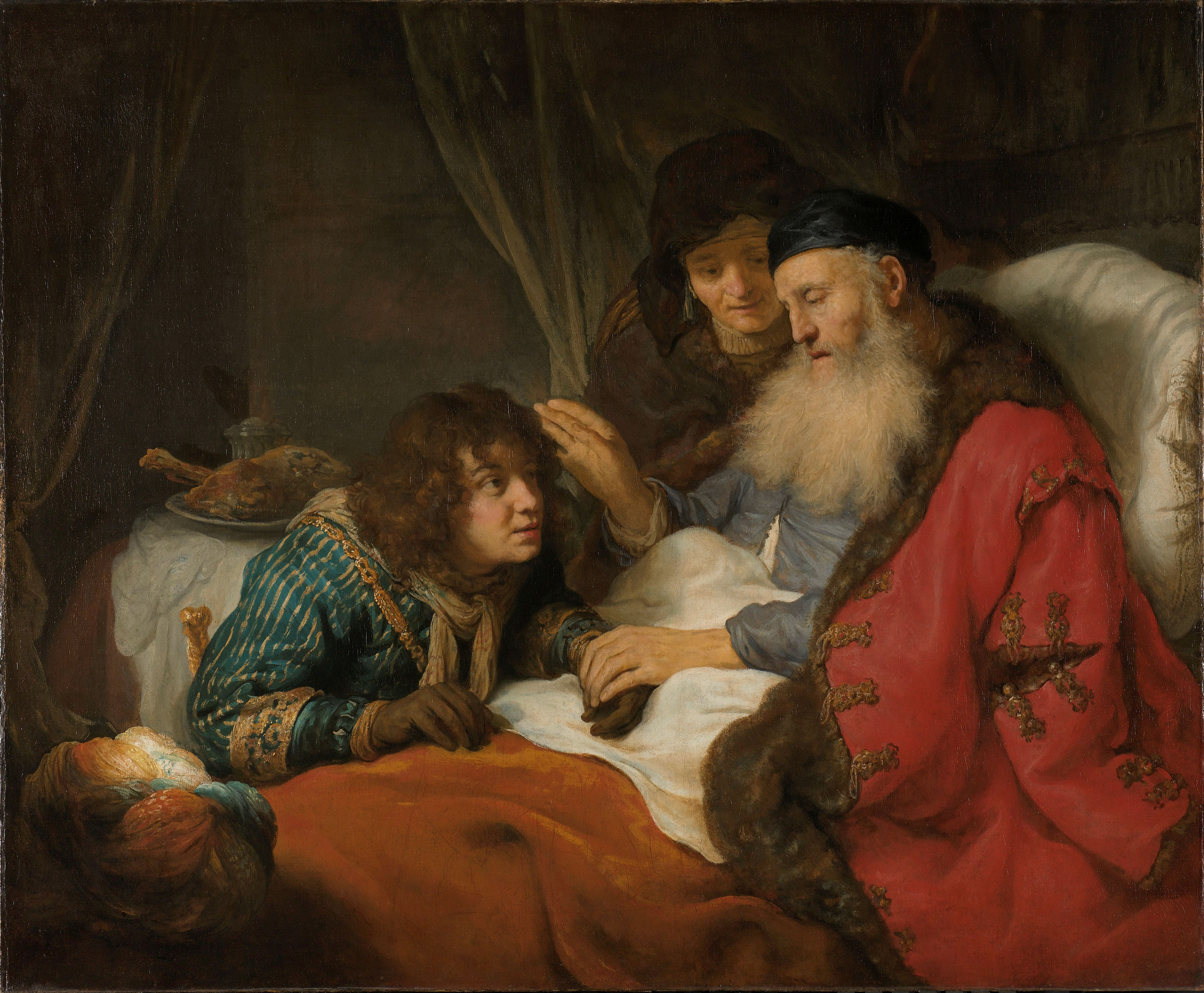
Issac beneeix Jacob, per Govert Flinck, 1638 (Amsterdam, Rijksmuseum)
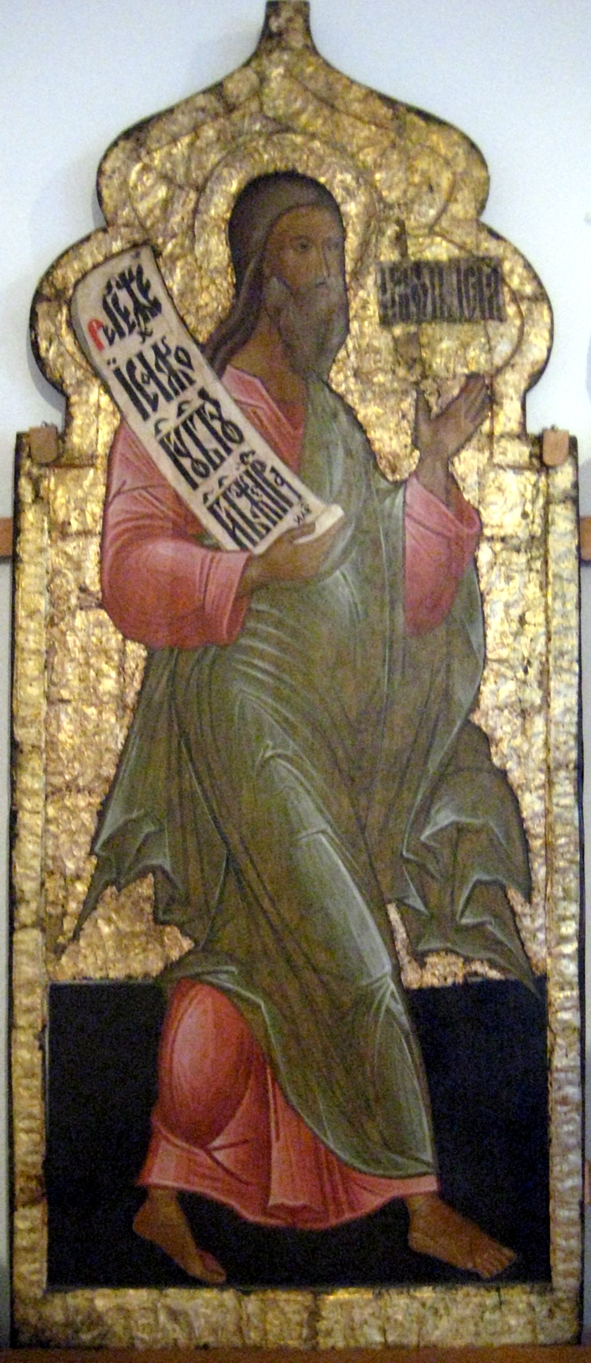
Icona de Zhdan Dementi'ev, 1630
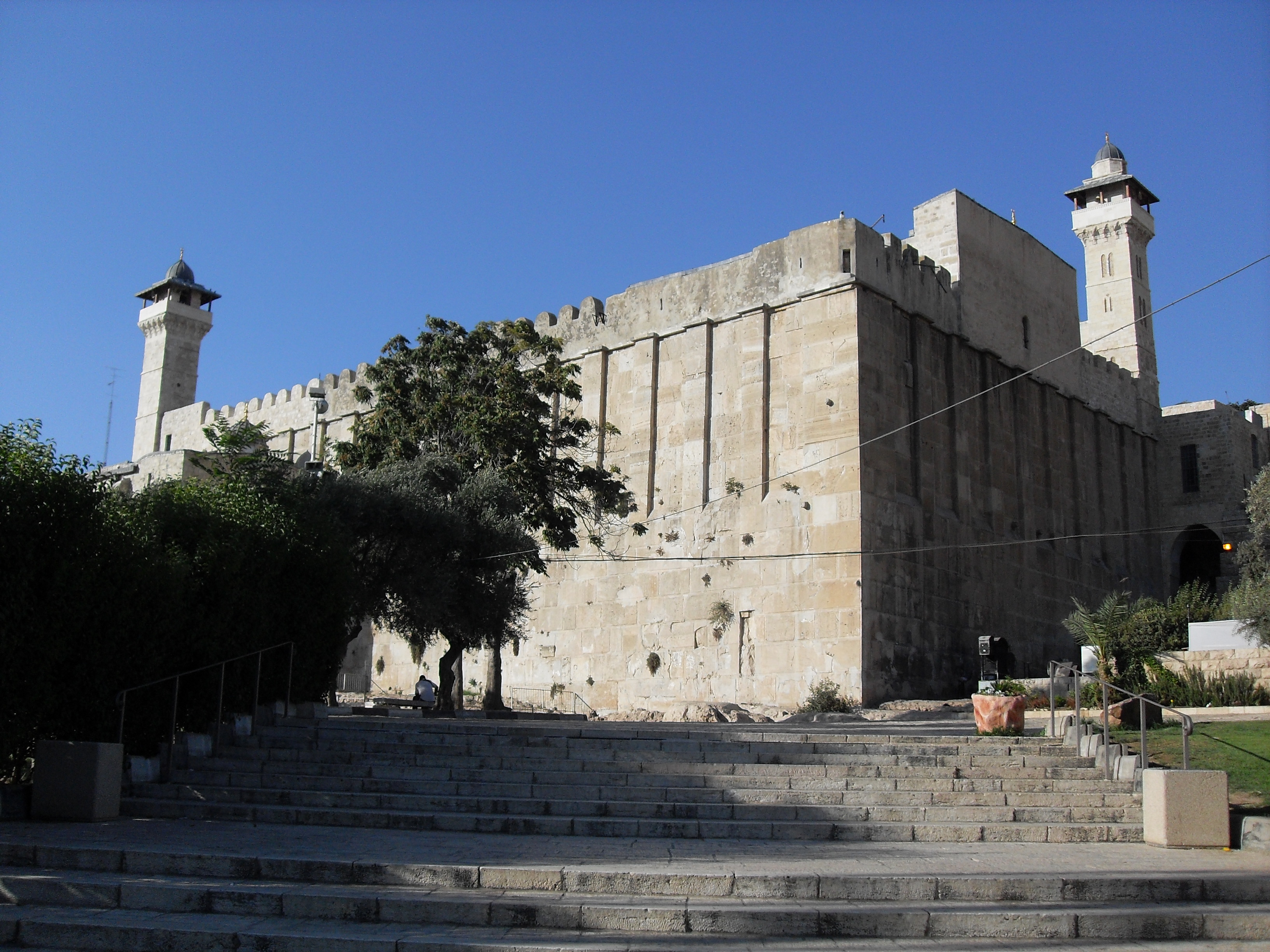
Tomba dels Patriarques a Hebron

## Anàlisi
Isaac representa l'ancestre comú de les tribus d'Israel, l'avantpassat fundador, una figura present en molts pobles i que aglutina diversos mites i llegendes al voltant de la seva figura. Les tribus històriques, nòmades, destacaven sobretot la promesa divina, que mantenia l'esperança de futur i certs drets morals sobre la Terra. Només posteriorment es van ressaltar els episodis del sacrifici, més teològics.
Per als jueus simbolitza la rectitud (midat hadin) per la seva conducta en vida i la renovació de l'Aliança amb Déu.